# Mario Hernández Lash
Mario Hernández Lash (n. 24 de enero de 1979; Monterrey, México) es un exjugador de fútbol con nacionalidad mexicana.

## Trayectoria
Jugador profesional de fútbol soccer, retirado, militó en México del Atlante F. C., portador del número 30 en el dorso, nacido en los Estados Unidos Mexicanos, oriundo de Monterrey, Nuevo León, empezó su carrera profesional con los Cachorros de segunda división, filial del equipo Tigres de la UANL, siguió su formación con los Tigrillos y con el Zacatepec de primera A, siendo en este último equipo donde Miguel Herrera lo descubre y lo lleva a la primera división. Debutó el 2 de agosto de 2002 en el fútbol profesional de su país con los Potros de Hierro del Atlante ante los Rayados de Monterrey en el estadio Tecnológico de Monterrey jugando los últimos 10 minutos entrando de cambio por el lesionado Manuel Galarcio.
Posterior a su debut en la fecha 1 del torneo Clausura 2002, estuvo 4 partidos siguientes sin acción hasta la jornada 6 donde tuvo su primera oportunidad de titular en contra del poderoso club América. A partir de ese juego no soltó la titularidad.
El dorsal 30 del atlante se le caracterizó siempre como un futbolista inteligente, fuerte y con un liderazgo poco visto en futbolistas mexicanos de su generación. Futbolista temido por muchos delanteros por su carácter y con una olfato goleador importante, marcando varios goles por torneo aprovechando su altura y capacidad de anticipación.
Mario estuvo fuera de las canchas durante dos meses y medio en inactividad. A consecuencia de una lesión que padeció el defensa azulgrana tras un fuerte golpe en el muslo izquierdo, mismo que sufrió en partido de la fecha cinco del Torneo Clausura 2005 del fútbol mexicano, ante los Diablos Rojos del Toluca, donde sólo jugó 14 minutos.
Hernández Lash, como generalmente se le llama convirtió anotaciones para su equipo en varios momentos clave, siendo el torneo más notable el Apertura 2007, en el cual, llegaron al título de dicho certamen. No pudo jugar la segunda mitad del torneo ni la liguilla dado que sufrió nuevamente una lesión que le imposibilitó disputar los partidos por el título.
Hasta el final del Torneo Clausura 2009, Mario Hernández Lash sigue registrado en la plantilla del Club de Fútbol Atlante como defensa de la escuadra azulgrana.
En el 2010 después de una larga inactividad se retira al tener una importante oportunidad convirtiéndose en directivo de "Los Gladiadores" Fútbol Club San Luis. El puesto desempeñado por dos años fue el de director deportivo del primer equipo y fuerzas básicas.
En el 2012 sale del club San Luis al recibir un ofrecimiento del Club América donde fue el director del departamento de Inteligencia Deportiva y director de Fuerzas Básicas siendo parte importante de una de las épocas más ganadoras del club.
Para el torneo Apertura 2017 Mario Hernández Lash sale del Club América aceptando una propuesta del club Necaxa de la primera división de México desempeñándose como el director deportivo teniendo a su responsabilidad todo el tema deportivo del club incluyendo sus fuerzas básicas.
En su primer torneo logra un gran trabajo, incluso después de 11 años sin lograrlo, el equipo logra golear en un partido oficial con una ventaja de 5 goles y están a punto de lograr la clasificación a liguilla.

### Clubes
| Club                     | País   | Año        | Partidos | Goles |
| ------------------------ | ------ | ---------- | -------- | ----- |
| Atlante F.C.             | México | 2002- 2009 | 150      | 11    |
| Potros Chetumal (Cárnet) | México | 2008- 2009 | 9        | 0     |
| Total carrera            | 159    | 11         |          |       |

## Estadísticas

### Clubes
La siguiente tabla detalla los encuentros disputados y los goles marcados en los clubes en los que ha militado.
| Atlante F.C. · México                                                                                            | 1.ª                 | 2002                | 1   | 0  | - | - | - | - | 1   | 0  |
| Atlante F.C. · México                                                                                            | 1.ª                 | 2002/03             | 26  | 0  | - | - | - | - | 26  | 0  |
| Atlante F.C. · México                                                                                            | 1.ª                 | 2003/04             | 30  | 3  | 3 | 0 | - | - | 33  | 3  |
| Atlante F.C. · México                                                                                            | 1.ª                 | 2004/05             | 25  | 3  | 3 | 0 | - | - | 28  | 3  |
| Atlante F.C. · México                                                                                            | 1.ª                 | 2005/06             | 22  | 1  | - | - | - | - | 22  | 1  |
| Atlante F.C. · México                                                                                            | 1.ª                 | 2006/07             | 31  | 4  | - | - | - | - | 31  | 4  |
| Atlante F.C. · México                                                                                            | 1.ª                 | 2007/08             | 9   | 0  | - | - | - | - | 9   | 0  |
| Atlante F.C. · México                                                                                            | 1.ª                 | 2008/09             | 0   | 0  | - | - | 0 | 0 | 0   | 0  |
| Atlante F.C. · México                                                                                            | 1.ª                 | Total               | 144 | 11 | 6 | 0 | 0 | 0 | 150 | 11 |
| Potros Chetumal · México                                                                                         | 2.ª                 | 2008/09             | 9   | 0  | - | - | - | - | 9   | 0  |
| Potros Chetumal · México                                                                                         | 2.ª                 | Total               | 9   | 0  | - | - | - | - | 9   | 0  |
| Total en su carrera                                                                                              | Total en su carrera | Total en su carrera | 153 | 11 | 6 | 0 | 0 | 0 | 159 | 11 |
| (1)Incluye datos de la InterLiga (2004 y 2005) (2)Incluye datos de la Liga de Campeones de la Concacaf (2008-09) |                     |                     |     |    |   |   |   |   |     |    |

## Palmarés

### Campeonatos nacionales
| Título          | Club         | País   | Año  |
| --------------- | ------------ | ------ | ---- |
| Torneo Apertura | Atlante F.C. | México | 2007 |

### Campeonatos internacionales
| Título                           | Club         | País   | Año     |
| -------------------------------- | ------------ | ------ | ------- |
| Liga de Campeones de la Concacaf | Atlante F.C. | México | 2008-09 |